# Ibrahim Maaroufi
Ibrahim Maaroufi (arabisch إبراهيم معروفي) (* 18. Januar 1989 in Brüssel) ist ein belgisch-marokkanischer ehemaliger Fußballspieler.

## Karriere

### Verein
Der Mittelfeldspieler stammt aus der Jugendabteilung des RSC Anderlecht und spielte später bei PSV Eindhoven in den Niederlanden. 2006 wechselte Maaroufi in die Jugend von Inter Mailand.
Mehrere Male wurde er in den Kader der ersten Mannschaft berufen. Sein Debüt in der Serie A gab er schließlich am 25. Oktober 2006 gegen AS Livorno, als er in der 82. Minute für Dejan Stanković in die Partie kam. Mit diesem Einsatz ist er der zweitjüngste Spieler in der Geschichte der Nerazzurri; älter als Goran Slavkovski, aber jünger als Giuseppe Bergomi.
Zur Rückrunde der Saison 2007/08 wurde Maaroufi für eineinhalb Jahre an den FC Twente Enschede verliehen. In der Winterpause 2008/09 wurde der Mittelfeldspieler an italienische Serie-B-Team Vicenza Calcio ausgeliehen. Eine Saison später unterschrieb er bei der AC Bellinzona einen Vertrag über drei Jahre.

### Nationalmannschaft
Ibrahim Maaroufi spielt für die marokkanische U-20-Auswahl sowie für die Olympiamannschaft der Heimat seiner Eltern. 2007 wurde er erstmals auch für die belgische U-21-Nationalmannschaft nominiert.

## Erfolge
Inter Mailand
- Serie A: 2006/07